# Mewa (jezioro)
Mewa – jezioro w woj. warmińsko-mazurskim, w pow. giżyckim, w gminie Giżycko, leżące w Krainie Wielkich Jezior Mazurskich, w zlewni Węgorapy.

## Hydronimia
Według urzędowego spisu opracowanego przez Komisję Nazw Miejscowości i Obiektów Fizjograficznych (KNMiOF) nazwa tego jeziora to Mewa. W różnych publikacjach i na mapach topograficznych jezioro to występuje pod nazwą Jezioro Kożuchowskie lub Kożuchy.

## Morfometria
Powierzchnia zwierciadła wody według różnych źródeł wynosi 9,3 ha do 10,0 ha.
Zwierciadło wody położone jest na wysokości 121,0 m n.p.m. Średnia głębokość jeziora wynosi 0,3 m, natomiast głębokość maksymalna 0,7 m.

## Charakterystyka
Występują tu pływające wyspy. Jezioro połączone jest strumieniem z Jeziorem Kruklin, z którego woda odpływa przez Sapinę.
Jezioro wchodzi w skład ornitologicznego rezerwatu Jezioro Kożuchy o powierzchni 28,16 ha.
Jezioro - rezerwat położone jest w pobliżu wsi Kożuchy Wielkie.